# Saison 4 d'Inspecteur Barnaby
Chronologie
Saison 3 Saison 5
Cet article présente la quatrième saison de la série télévisée Inspecteur Barnaby.

## Distribution

### Acteurs principaux
- John Nettles (VF : Hervé Jolly) : l'inspecteur Tom Barnaby
- Daniel Casey (VF : Antoine Nouel) : le sergent Gavin Troy

### Acteurs récurrents
- Jane Wymark (VF : Monique Nevers) : Joyce Barnaby (épisodes 1 à 6)
- Barry Jackson (en) (VF : Claude d'Yd) : Dr George Bullard (épisodes 1, 2, 4, 5 et 6)

## Liste des épisodes
1. Le Jardin de la mort
2. L'Ange destructeur
3. Vendetta
4. Qui a tué Cock Robin ?
5. Sombre automne
6. Le Fruit du péché

### Épisode 1:Le Jardin de la mort
- Grande-Bretagne : 10 septembre 2000
- États-Unis : 7 avril 2001
- France :

- Sarah Alexander (Felicity Inkpen-Thomas)
- Dean Batchelor (Michael)
- Anthony Bate (Augustus Deverell)
- Raymond Bowers (Desmond Cox)
- Anna Calder-Marshall (Susan Milland)
- Tom Chadbon (en) (Charles King)
- Simon Chandler (Richard Deverell)
- Elaine Donnelly (Elaine)
- Kate Duchêne (Jane Bennett)
- Neil Dudgeon (Daniel Bolt)
- Victoria Hamilton (Hilary Inkpen-Thomas)
- Shirley King (Marie Widger)
- Belinda Lang (Elspeth Inkpen-Thomas)
- Valerie Minifie (Cynthia)
- Neville Phillips (Archie Craddock)
- David Ross (Rodney Widger)
- Katherine Stark (Mary)
- Frederick Treves (Gerald Bennett)
- Michael Tucek (Dean)
- Margaret Tyzack (Naomi Inkpen)

Au village de Midsomer Deverell, la famille Inkpen-Thomas, qui a retrouvé tous ses biens immobiliers familiaux, décide de transformer le Jardin Mémorial faisant partie de leurs terres en salon de thé. Les villageois s’y opposent, particulièrement les Bennett dont la famille a fondé le Jardin.
À noter qu'apparaît dans cet épisode Neil Dudgeon, dans un second rôle (un jardinier dragueur), alors qu'il incarnera plus tard l'inspecteur John Barnaby, cousin de Tom
Lieux de tournage
- Long Crendon (Buckinghamshire)
- Nether Winchendon (Buckinghamshire)

### Épisode 2:L'Ange destructeur
- Grande-Bretagne : 26 août 2001
- États-Unis : 7 juillet 2001
- France :

- Philip Bowen (Gregory Chambers)
- Samantha Bond (Suzanna Chambers)
- Robert Lang (Woody Pope)
- Rosemary Leach (Evelyn Pope)
- Tom Ward (Tristan Goodfellow)
- Abigail McKern (Julia Gooders)
- Jonathan Coy (Kenneth Gooders)
- Adie Allen (Annie Tyson)
- Tony Haygarth (Matthew Tyson)
- Madeleine Worrall (Clarice Opperman)
- Roger Frost (Colin Slater)
- Edward Jewesbury (Karl Wainwright)
- Glen Berry (Ben)
- Niamh Daly (Denise Daly)
- Caroline Holdaway (Florence)
- Gordon Langford-Rowe (Peter)
- Maggie McCarthy (Hilda)
- Richard Syms (Mr Bream)
- Julia West (Mrs Bream)
- Nigel Betts (Sergeant)
- Lisa Ellis (Junior cook)
- Ben MacLeod (Boy)
- Jon Rake (Builder)
- Shuna Snow (Nurse)

Lieux de tournage
- Brightwell Baldwin (Oxfordshire)
- Christmas Common (Oxfordshire)
- Little Missenden (Buckinghamshire)
- Penn Street (Buckinghamshire)

### Épisode 3:Vendetta
- Grande-Bretagne : 2 septembre 2001
- États-Unis : 22 septembre 2001
- France :

- Kenneth Colley (Lloyd Kirby)
- Amanda Mealing (Sally Boulter)
- John Woodvine (en) (Sir Harry Chatwyn)
- Alison Fiske (en) (Lady Beatrice Chatwyn)
- Alec McCowen (Sir Christian Aubrey)
- Ursula Howells (en) (Lady Isabel Aubrey)
- Daisy Bates (Lucy Ramsey)
- Patrick Baladi (Steve Ramsey)
- Michael Bertenshaw (Michael Rycroft)
- Donald Gee (Rev Ellis)
- Nigel Harrison (Dave Ripert)
- Merelina Kendall (Alice Leonard)
- Charmian May (Marian Leonard)
- Eleanor Moriarty (Lynn)
- Peter Penry-Jones (en) (Peter Rhodes, Marquis of Ross)
- Laurence Penry-Jones (Young Peter Rhodes)
- Simon Quarterman (Young Christian Aubrey)
- Amy Darcy (Young Isabel)
- Graham Bill (Chauffeur)
- Jonie Broom (Dave Hedges)

Lieux de tournage
- Stanton St. John (Oxfordshire)
- Stonor (Oxfordshire)

### Épisode 4:Qui a tué Cock Robin?
- Grande-Bretagne : 9 septembre 2001
- États-Unis : 5 octobre 2002
- France :

- Larry Lamb (en) (Melvyn Stockard)
- Ian McNeice (Dr Oliver Burgess)
- Jane Lapotaire (Mary Mohan)
- Noah Huntley (Noel Wooliscroft)
- Patrick Drury (Robin Wooliscroft)
- Mick Ford (Frank Lightbourne)
- Jonathan Hackett (Rev Thorne)
- Yolanda Vazquez (Francesca Ward)
- Sean McGinley (Sean O'Connell)
- Polly Hemingway (Bubbles Stockard)
- George Innes (Jackie Marsh)
- Gabrielle Lloyd (Valerie Megson)
- Polly Maberly (Julie Stockard)
- Linda Marlowe (Bridget Wooliscroft)
- Robert Oates (Bill Pitman)
- Toni Palmer (Lily Marsh)
- Mel Raido (Chris Megson)
- Malcolm Storry (Joe Megson)

Lieux de tournage
- Amersham (Buckinghamshire)
- Dinton/Westlington (Buckinghamshire)
- Hambleden (Buckinghamshire)
- Little Haseley (Oxfordshire)
- Little Missenden (Buckinghamshire)
- Oxford (Oxfordshire)
- Waterstock (Oxfordshire)

### Épisode 5:Sombre automne
- Grande-Bretagne : 16 septembre 2001
- France :

- Celia Imrie (Louise August)
- Alan Howard (Owen August)
- Gillian Kearney (WPC Jay Nash)
- Nicky Henson (Simon Reason)
- Kim Thomson (Janet Reason)
- Robert Glenister (John Field)
- Philip Whitchurch (Ade Jessell)
- Fleur Bennett (Debbie Shortlands)
- Adam Blackwood (Keith Shortlands)
- Marian McLoughlin (Barbara Judd)
- Prue Clarke (Mary Yeatman)
- Del Henney (Mike Yeatman)
- Morris Perry (Ben Barrow)
- Kate Maberly (Holly Reid)
- Neville Phillips (Priest)
- Rachel Woolrich (Tammie)
- Peter Whitear (Dog trainer)
- Rupert Walz (Dave Cutler)

A Goodman’s Land, le facteur Dave Cutler est assassiné durant sa tournée du matin. L’enquête révèle que la victime avait séduit de nombreuses femmes du village. L’assassin serait-il un mari jaloux ou un amant éconduit ?
Lieux de tournage
- Bledlow (Buckinghamshire)
- Great Haseley (Oxfordshire)
- Little Haseley (Oxfordshire)
- Turville (Buckinghamshire)
- Wallingford (Oxfordshire)

### Épisode 6:Le Fruit du péché
- Grande-Bretagne : 23 septembre 2001
- États-Unis : 10 février 2003
- France :

- Lucy Punch (Melissa Townsend)
- Terence Harvey (Archie Townsend)
- Benjamin Whitrow (Hugo Balcombe)
- Ann Bell (Cherrie Balcombe)
- Eleanor David (Georgina Canning)
- Claire Price (Sally Rickworth)
- Ellie Haddington (Joan Farley)
- Miles Richardson (Frederick Bentine-Brown)
- John McGlynn (Raif Canning)
- Adrian Rawlins (Adam Keyne)
- Sara Mair-Thomas (Liz Keyne)
- Charles Collingwood (Lord Hislop)
- Pamela Miles (Lady Hislop)
- Amanda Walker (en) (Gwen)
- Brian Poyser (Derek)
- Richard Clothier (Postman)
- Terry O'Brien (Dog owner)

Melissa Towsend, belle jeune femme, arrogante et gâtée, fille du châtelain de Midsomer Malham, reçoit des menaces de mort anonymes par courrier. Elle se rend un soir à une fête organisée par un club de tennis local, et s'y conduit de manière provocante. Sally Rickworth, infirmière, amie de Melissa, est retrouvée en état d'ébriété avancée, le lendemain matin, dans sa voiture, après avoir apparemment  percuté un autre véhicule en revenant de la fête. Pendant ce temps, un cambriolage a lieu chez le vétérinaire, au cours duquel sont dérobés des seringues et des produits  toxiques.
Lieux de tournage
- Little Marlow (Buckinghamshire)
- Long Crendon (Buckinghamshire)